# Agustín Torassa
Agustín Gonzalo Torassa (Resistencia, Chaco, Argentina, 20 de octubre de 1988) es un futbolista argentino. Juega como delantero en  el SC Gjilani de la Superliga de Kosovo. Se destaca por su técnica al llevar la pelota y su velocidad.[cita requerida]

## Trayectoria
Comenzó su carrera como futbolista en Municipales, club de su provincia natal, donde se formó e hizo la mayor parte de su infancia. Arrancó su carrera como profesional en All Boys, en 2007, cuando éste militaba en la Primera B. Una escasa demostración de su forma de juego le bastó para ser sparring de la selección antes de un amistoso y uno de los juveniles que tenía en carpeta Hugo Tocalli para convocar al sub-20. Firmó un contrato de un año con el equipo austríaco Red Bull Salzburg, último campeón de la Bundesliga, para jugar en dicho club en el año 2007. Cuando volvió a Argentina, un grupo de empresarios compró una pequeña parte de su pase para que juegue media temporada en Chacarita Juniors. A mediados de 2008 regresó a All Boys, con el equipo ya en Primera B Nacional. Luego de terminar en cuarto puesto de la temporada 2009-10, logró el ascenso a Primera División después de superar a Rosario Central por un global de 4-1 en los encuentros de promoción. Luego de varias temporadas aceptables en Primera División en 2012 pasa a préstamo y con opción de compra al Club Atlético Tigre.

## Clubes
Actualizado al 27 de julio de 2022
| Equipo | Div.                | Temporada           | Liga     | Liga  | Copa Nacional(1) | Copa Nacional(1) | Copa Internacional(2) | Copa Internacional(2) | Total    | Total |
| Equipo | Div.                | Temporada           | Partidos | Goles | Partidos         | Goles            | Partidos              | Goles                 | Partidos | Goles |
| All Boys Argentina | 3.ª                 | 2006-07             | 15       | 4     | -                | -                | -                     | -                     | 15       | 4     |
| All Boys Argentina | 2.ª                 | 2008-09             | 19       | 2     | -                | -                | -                     | -                     | 19       | 2     |
| All Boys Argentina | 2.ª                 | 2009-10             | 32       | 5     | -                | -                | -                     | -                     | 32       | 5     |
| All Boys Argentina | 1.ª                 | P 2010              | 1        | 0     | -                | -                | -                     | -                     | 1        | 0     |
| All Boys Argentina | 1.ª                 | 2010-11             | 19       | 1     | -                | -                | -                     | -                     | 19       | 1     |
| All Boys Argentina | 1.ª                 | 2011-12             | 26       | 0     | -                | -                | -                     | -                     | 26       | 0     |
| All Boys Argentina | 1.ª                 | 2013-14             | 29       | 2     | 1                | 0                | -                     | -                     | 29       | 2     |
| All Boys Argentina | Total               | Total               | 141      | 14    | 1                | 0                | -                     | -                     | 142      | 14    |
| Tigre Argentina | 1.ª                 | 2012-13             | 11       | 0     | -                | -                | 6                     | 0                     | 17       | 0     |
| Tigre Argentina | Total               | Total               | 11       | 0     | -                | -                | 6                     | 0                     | 17       | 0     |
| Huracán Argentina | 2.ª                 | 2014                | 6        | 1     | 3                | 0                | -                     | -                     | 9        | 1     |
| Huracán Argentina | 1.ª                 | 2015                | 14       | 3     | 2                | 0                | 12                    | 0                     | 28       | 3     |
| Huracán Argentina | Total               | Total               | 20       | 4     | 5                | 0                | 12                    | 0                     | 37       | 4     |
| FK Partizani Tirana · Albania | 1.ª                 | 2015-16             | 17       | 0     | 1                | 0                | -                     | -                     | 18       | 0     |
| FK Partizani Tirana · Albania | 1.ª                 | 2016-17             | 33       | 3     | 1                | 0                | 7                     | 0                     | 41       | 3     |
| FK Partizani Tirana · Albania | Total               | Total               | 50       | 3     | 2                | 0                | 7                     | 0                     | 59       | 3     |
| Mitre (SDE) Argentina | 2.ª                 | 2017-18             | 6        | 0     | -                | -                | -                     | -                     | 6        | 0     |
| Mitre (SDE) Argentina | Total               | Total               | 6        | 0     | -                | -                | -                     | -                     | 6        | 0     |
| Flamurtari FC · Albania | 1.ª                 | 2018-19             | 19       | 2     | 3                | 0                | -                     | -                     | 22       | 3     |
| Flamurtari FC · Albania | Total               | Total               | 19       | 2     | 3                | 0                | -                     | -                     | 22       | 2     |
| Yanbian FC China | 3.ª                 | 2019                | 0        | 0     | -                | -                | -                     | -                     | 0        | 0     |
| Yanbian FC China | Total               | Total               | 0        | 0     | -                | -                | -                     | -                     | 0        | 0     |
| KF Tirana · Albania | 1.ª                 | 2019-20             | 25       | 6     | 6                | 1                | -                     | -                     | 31       | 7     |
| KF Tirana · Albania | 1.ª                 | 2020-21             | 25       | 1     | 2                | 0                | 3                     | 1                     | 30       | 2     |
| KF Tirana · Albania | Total               | Total               | 50       | 7     | 8                | 1                | 3                     | 1                     | 22       | 2     |
| SC Gjilani Kosovo | 1.ª                 | 2021-22             | 2        | 1     | -                | -                | -                     | -                     | 2        | 1     |
| SC Gjilani Kosovo | Total               | Total               | 2        | 1     | -                | -                | -                     | -                     | 2        | 1     |
| Total en su carrera | Total en su carrera | Total en su carrera | 299      | 31    | 19               | 1                | 28                    | 1                     | 307      | 26    |
| (1) Incluye datos de la Copa Argentina, Supercopa Argentina, Copa de Albania y Supercopa de Albania. (2) Incluye datos de la Copa Sudamericana, Copa Libertadores, Copa de la UEFA y Liga de Campeones. |                     |                     |          |       |                  |                  |                       |                       |          |       |

## Palmarés

### Títulos nacionales
| Título               | Club          | País      | Año  |
| -------------------- | ------------- | --------- | ---- |
| Copa Argentina       | C. A. Huracán | Argentina | 2014 |
| Supercopa Argentina  | C. A. Huracán | Argentina | 2014 |
| Superliga de Albania | K. F. Tirana  | Albania   | 2020 |